# Siwarak Tedsungnoen
Siwarak Tedsungnoen, né le 20 avril 1984 à Nakhon Ratchasima, est un footballeur international thaïlandais, qui évolue au poste de gardien de but.

## Biographie

### Carrière internationale
Il joue son premier match en équipe de Thaïlande le 30 novembre 2004, en amical contre l'Estonie.
Il participe avec cette équipe au championnat d'Asie du Sud-Est en 2004 puis en 2018.
En janvier 2019, il est retenu par le sélectionneur Milovan Rajevac afin de participer à la Coupe d'Asie des nations organisée aux Émirats arabes unis. Lors de cette compétition, il joue trois matchs. La Thaïlande s'incline en huitièmes de finale contre la Chine. 

## Palmarès
- Champion de Thaïlande en 2011, 2013, 2014, 2015, 2017 et 2018 avec le Buriram United
- Vainqueur de la Coupe de Thaïlande en 2011, 2012, 2013 et 2015 avec le Buriram United
- Vainqueur de la Coupe de la Ligue thaïlandaise en 2011, 2012, 2013, 2015 et 2016 avec le Buriram United
- Vainqueur de la Supercoupe de Thaïlande en 2019 avec le Buriram United